# Монте Марчело-Цанего (Ла Специја)
Монте Марчело-Цанего је насеље у Италији у округу Ла Специја, региону Лигурија.
Према процени из 2011. у насељу је живело 21 становника. Насеље се налази на надморској висини од 263 м.